# Edgar Chahine
Pour les articles homonymes, voir Chahine.
Edgar Chahine (en arménien Էդգար Շահին) est un peintre et graveur français d'origine arménienne, né le 31 octobre 1874 à Constantinople (Empire ottoman) et mort le 18 mars 1947 à Paris 9e.

## Biographie
Edgar Chahine entame ses études à Constantinople où son père est un des directeurs de la banque ottomane. Il a pour professeur le peintre Milkon Tiratzuyan qui lui conseille de poursuivre sa formation artistique en Italie. En 1892, il est élève à Venise d'un lycée tenu par les frères mékhitaristes, et il suit dans le même temps les cours du peintre Antonio Paoletti et du sculpteur Antonio Dal Zotto à l'Académie des beaux-arts.
Il s'installe définitivement à Paris en 1895. Il s'inscrit à l'Académie Julian, puis il expose au Salon des artistes français de 1896 à 1899, notamment la série La Vie lamentable, tableaux mettant en scène des déshérités. Dès 1897, sa gravure Étude de gueux, exposée à la galerie de la Bodinière est remarquée par le critique Loÿs Delteil et le marchand d'estampes Edmond Sagot. En 1900, ses gravures lui valent une médaille d'or à l'Exposition universelle de Paris, puis en 1903, une autre à la Biennale de Venise, manifestation qui lui rendra un hommage rétrospectif en 1924.
Il est naturalisé français en 1925 et décoré de la Légion d'honneur en 1932.
Après avoir quelque peu délaissé la peinture à l'huile au profit de l'eau-forte, il se met à la tempera à compter de 1933. Son premier livre illustré est Histoire comique d'Anatole France (1905). Par la suite, il illustrera des œuvres d'Octave Mirbeau, de Gabriel Mourey, de Colette, de Gustave Flaubert, de Jules et Edmond de Goncourt ou de Paul Verlaine.
Il est enterré au cimetière parisien de Bagneux.
Il laisse une œuvre forte de 450 gravures, 430 illustrations et 300 peintures, pastels et dessins[réf. nécessaire].
Le critique artistique Camille Mauclair dit de lui : « La puissance de son trait et son sens aigu de l'observation en font un exceptionnel témoin de son temps. […] [Edgar Chahine] se livrait à la gravure avec ce regard auquel rien n'échappe et cette main qui peut tout[réf. nécessaire]. »

### Militant de l'Arménie
Parallèlement à sa carrière artistique, Edgar Chahine a beaucoup milité avec son ami le poète Archag Tchobanian, tous deux « socialistes romantiques », pour la reconnaissance de l'Arménie, soutenus par des personnalités comme Anatole France, Jean Jaurès ou Georges Clemenceau. Il est honoré d'une première rétrospective à la galerie nationale d'Erevan en 1936, suivie d'une seconde en 1984, à l'époque de la république socialiste soviétique d'Arménie, et d'une troisième en 1994.

## Postérité
Depuis 1967, à la faveur de la redécouverte des graveurs français de la Belle Époque par le marché et la critique américains, l'œuvre d'Edgar Chahine est très régulièrement exposée aux États-Unis.
De 1994 à 2002, Pierre Chahine, fils du peintre, a animé un musée consacré à l'œuvre de son père au sein du prieuré Saint-Michel de Crouttes près de Vimoutiers (Orne).

## Œuvres

Œuvres d'Edgar Chahine
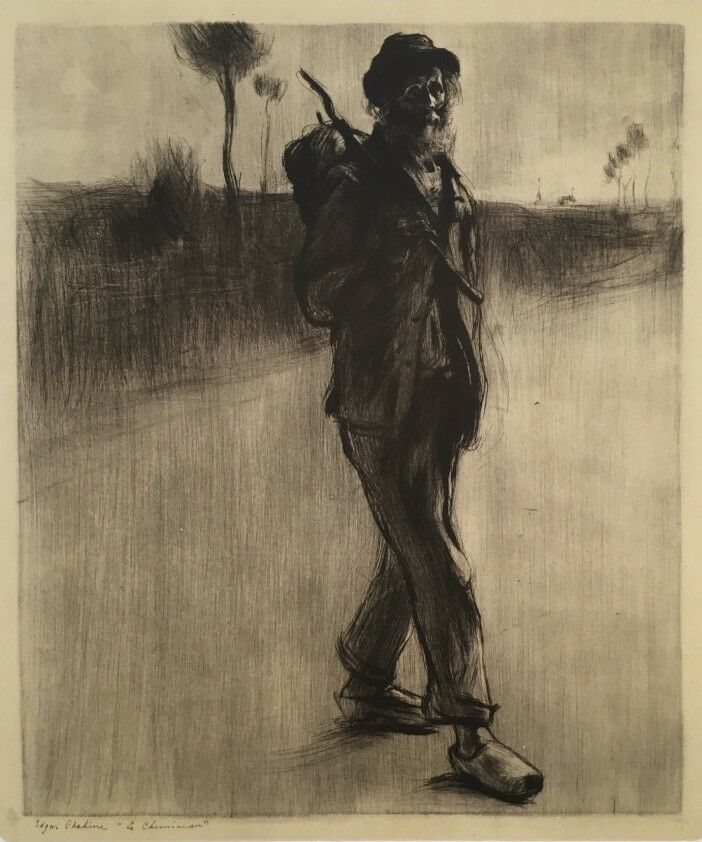
Le Chemineau (vers 1900), localisation inconnue.
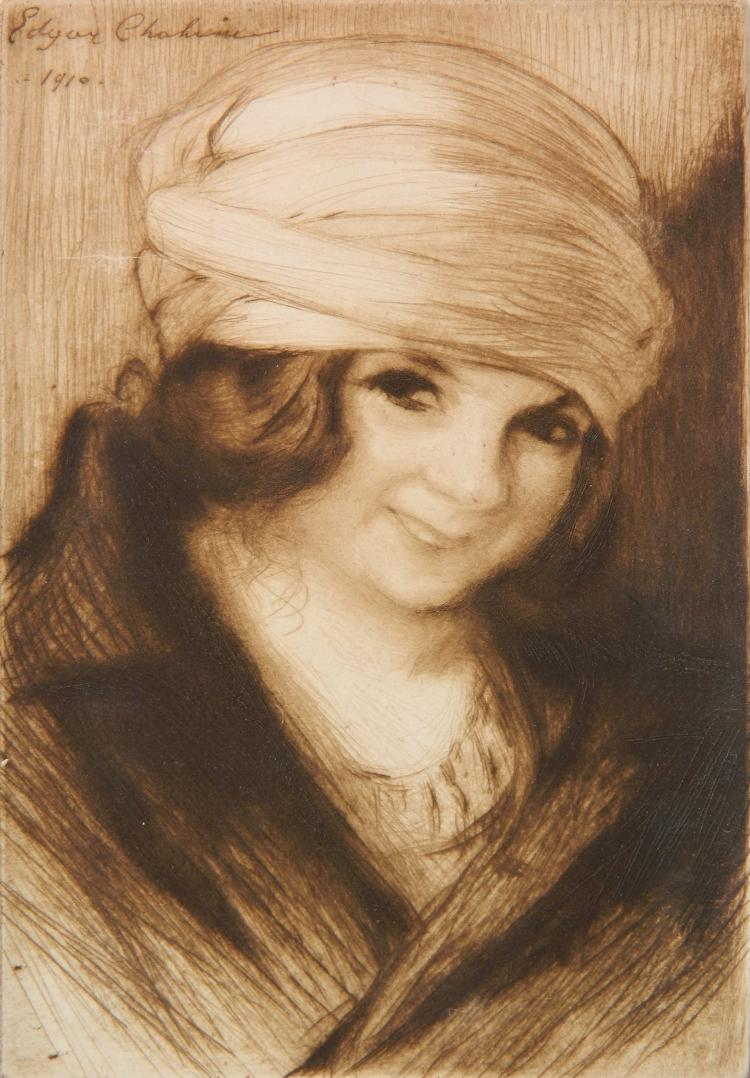
Ghemma (1910), localisation inconnue.
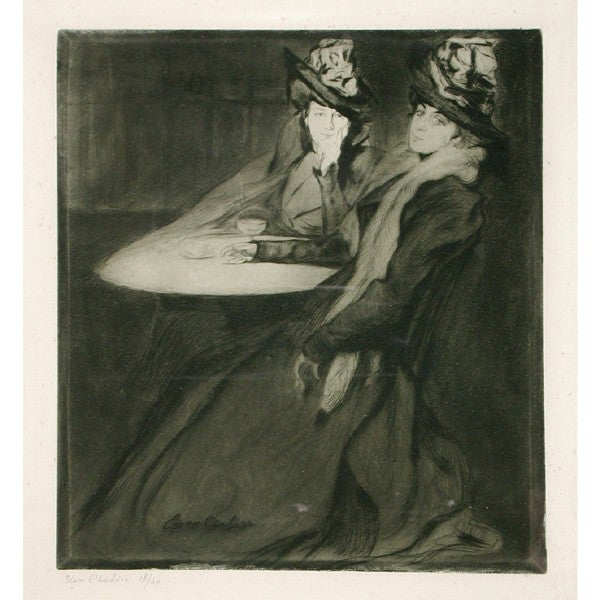
Deux femmes à table, pointe sèche et eau-forte  (vers 1910)
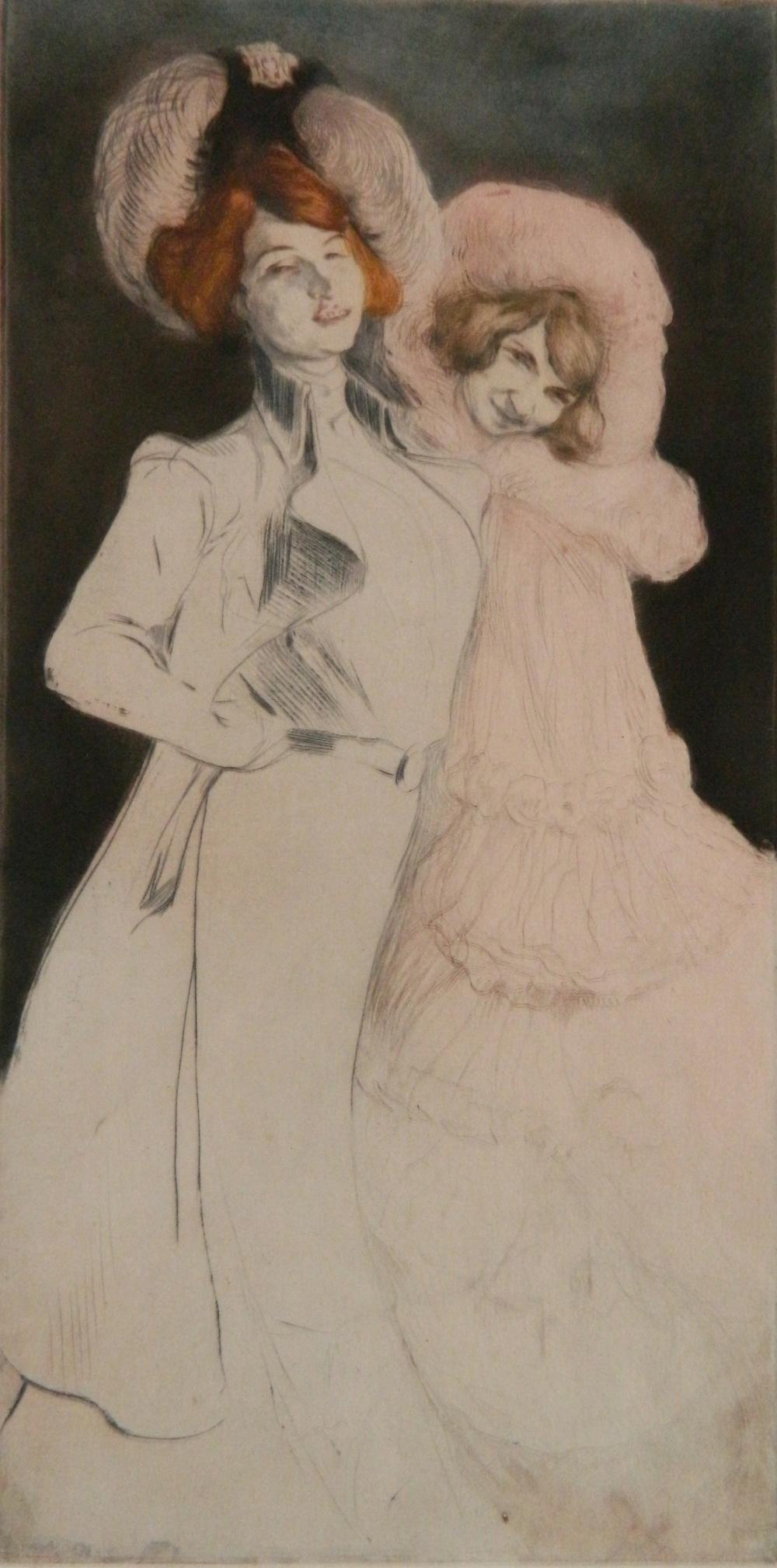
Un couple de soupeuses (vers 1910), localisation inconnue.
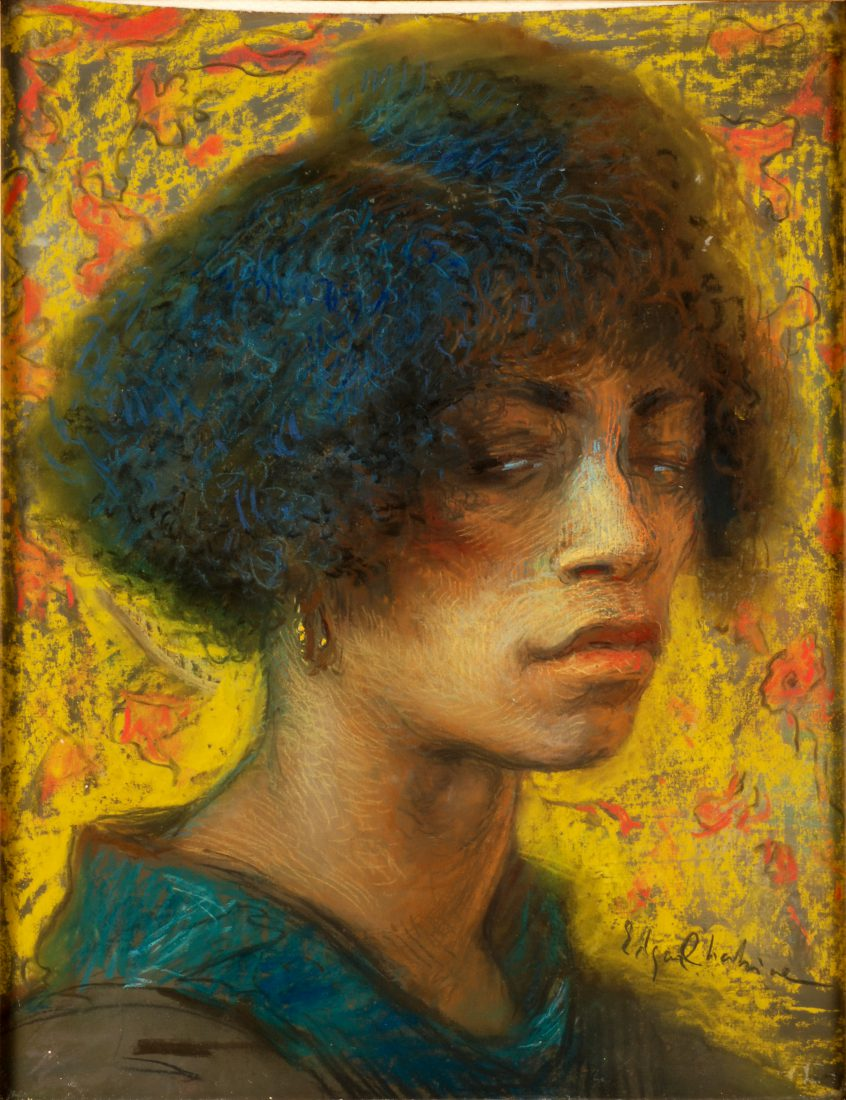
Portrait d'Aïcha (Pastel vers 1920), Musée arménien de France
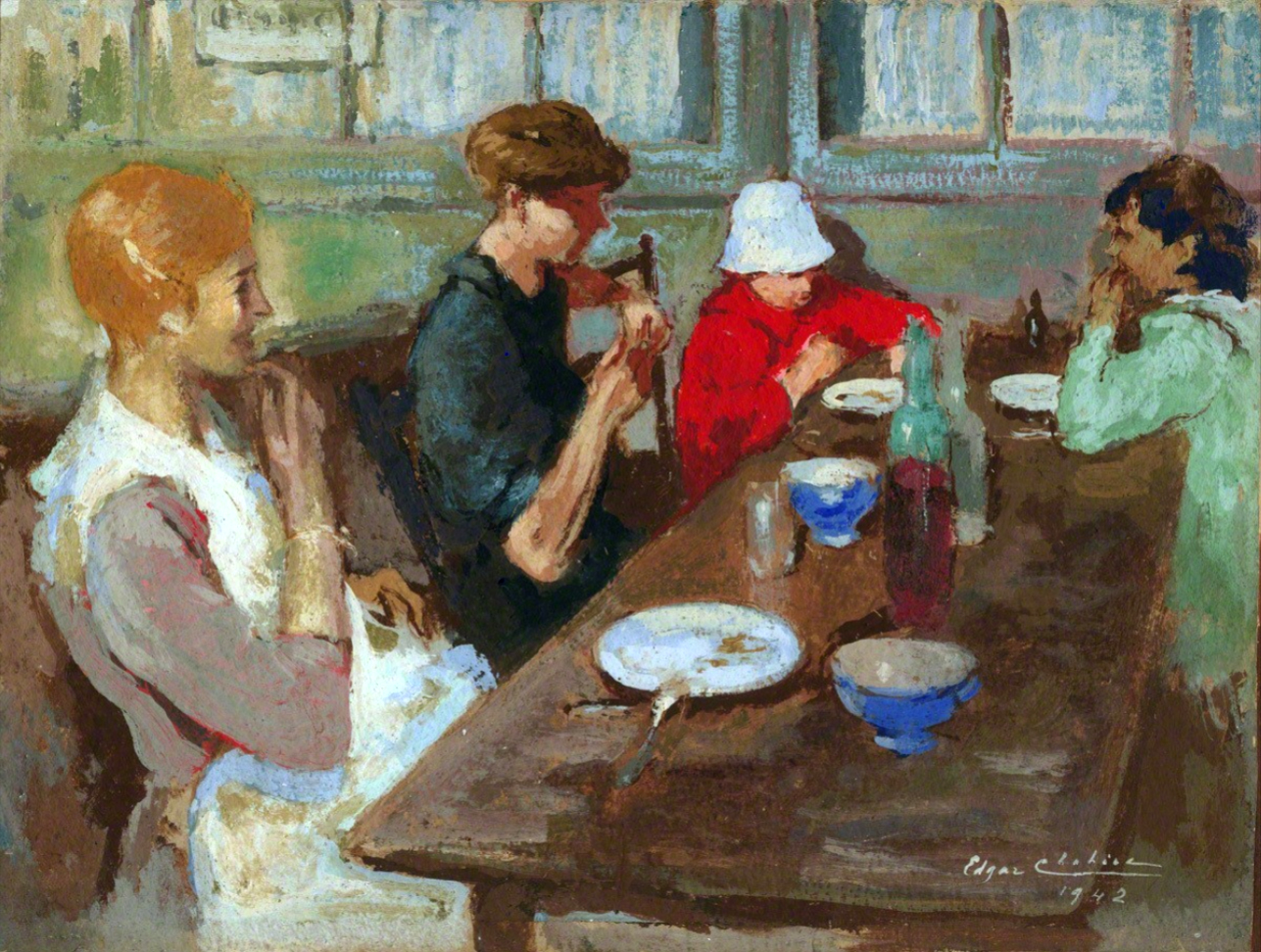
Petit déjeuner (1942), Peinture (tempera, lavis) Chicago?

### Livres illustrés
- Histoire comique d'Anatole France de l'Académie française, Paris, Calmann-Lévy, 1905 lire en ligne sur Gallica.
- Dans l'Antichambre. Histoire d'une Minute[3], d'Octave Mirbeau, Paris, A. Romagnol, 1905.
- Fêtes Foraines de Paris de Gabriel Mourey, Paris, Les Cent Bibliophiles, 1906 lire en ligne sur Gallica
- La Mort de Venise de Maurice Barrès, Paris, Devambez, 1926.
- Novembre de Gustave Flaubert, Paris, Devambez, 1928 lire en ligne sur Gallica.
- Mitsou de Colette, Paris, Devambez, 1930.
- À vau l'eau de Joris-Karl Huysmans, Paris, Georges Courville, 1933 lire en ligne sur Gallica.
- Madame Bovary de Gustave Flaubert, avec 5 compositions originales en couleurs de Chahine, Rombaldi, Paris, 1935.
- Bonheur Lithurgies intimes de Paul Verlaine, avec 5 compositions originales de Chahine, 1936.

### En collaboration avec d'autres artistes
- Petites villes de France, d’Émile Sedeyn [4](deux tomes) avec Charles Hallo, André Dauchez, Brouet, Georges Gobo, Albert Decaris, Pierre Gusman, Paul Adrien Bouroux, Tigrane Polat, Véder, Henry Cheffer, Jean Frélaut, Maurice Victor Achener, Louis Willaume, René Cottet, Paris, Société de Saint Eloy, 1935-1937.
- Trois Contes de Gustave Flaubert, avec six compositions originales en couleurs de Chahine, Lobel Riche, Chimot, Rombaldi, 1936.
- Par les champs et par les grèves de Gustave Flaubert, notice de René Dumesnil, avec Charles Jouas, Henry Cheffer, Paul Adrien Bouroux, Louis Willaume, André Dauchez, Maurice Victor Achener, Paris, Société de Saint Eloy, 1939.

## Collections publiques
- Petit Palais, Musée des Beaux-Arts de la ville de Paris
- Musée de San Francisco[5].
- Musée d'Erevan[6].
- Five Colleges and Historic Deerfield Museum Consortium[7].